# 阿赫霍特普 (普塔霍特普之子)
| t | G25 | Htp · t · p | A1 |

| t | G25 | Htp · t · p | A1 |

阿赫霍特普(又名Akhethetep或Akhty-hotep)是古埃及的一位高级官员，生活在公元前2400年左右的古埃及第五王朝末期，这一时期属于杰德卡拉和乌尼斯统治期间。阿赫霍特普的头衔中包括维齐尔，这表明他是宫廷中仅次于法老的最高官员。他还担任“国库的监督者”、“国王文件的抄写员”及“粮仓的监督者”，这些官职都是埃及古王国时期的重要官职。阿赫霍特普是普塔霍特普的儿子，阿赫霍特普的儿子是普塔霍特普·杰菲，值得一提的是，他的父亲和儿子的官职也是维齐尔。

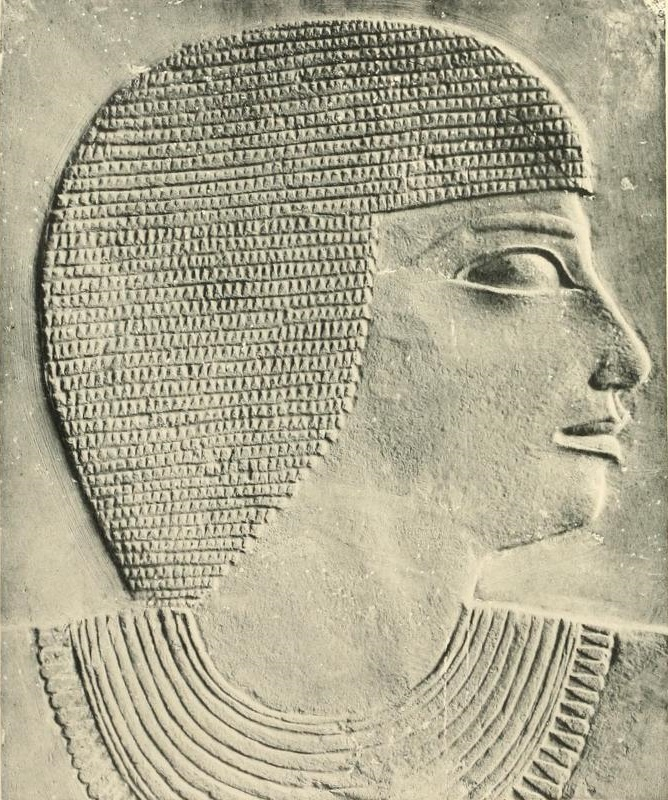
阿赫霍特普的马斯塔巴中有关他的形象的浮雕

普塔霍特普因在萨卡拉发现的陵墓而闻名。这一考古发现被Mariette记录，并由埃及学家N. de Garis Davies出版。这个陵墓是一个属于他和他儿子普塔霍特普·杰菲的联合马斯塔巴。